# شاهد قائم

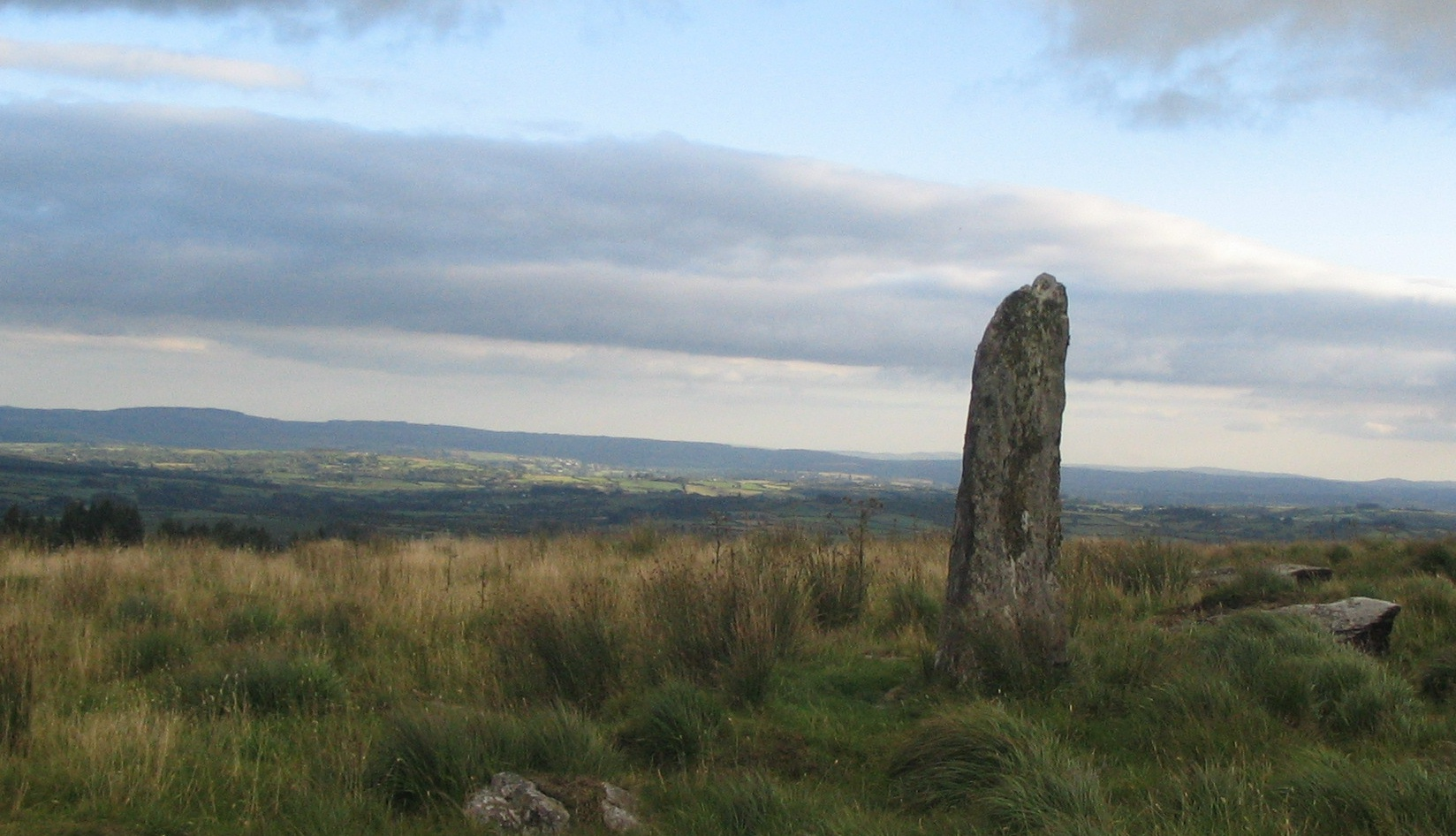
شاهد قائم كبير في ميلستريت وباليناغري في مقاطعة كورك بأيرلندا.

المنهير أو الشاهد القائم أو الحجر التذكاري أو حجر الزاوية أو حجر الأساس أو حجر العقد أو الشاخص الحجري أو العمود الحجري هو حجر نصب رأسيًا على القبور. يظهر الشاهد القائم منفردًا أو جزءًا من مجموعة أحجار متشابهة. تختلف أحجام الشواهد إلى حد كبير ولكن يبقى شكلهم بوجه عام في هئية مربع غير مستو أعلاه مدقق. تنتشر هذه الشواهد عبر أوروبا وفي غربها على الأخص إذ يوجد أعداد كبيرة في أيرلندا وبريطانيا العظمى وبريتاني، وتوجد أيضًا في أفريقيا وآسيا.

## الاسم
المنهير مصطلح  من الكلمة الفرنسية البريتانية (Menhir) المكونة من مقطعي (Men) أي «رجل» أو «حجر» و (hir) أي «طويل».

## انظر
- حجر مقدس